# Elena Didilenko
Elena Anatolievna Didilenko (în rusă Елена Анатольевна Дидиленко, născută Korban; n. 20 aprilie 1961) este o fostă atletă sovietică.
Sportiva a obținut medalia de bronz la Universiada din 1983 la 400 m. În proba de 4x400 de metri a câștigat medaliile de bronz la Campionatul European din 1982 și la Campionatul Mondial din 1983 și medaliile de aur la Universiadele din 1983 și 1985.

## Realizări
| An   | Competiție                   | Locație            | Loc | Eveniment | Note    |
| ---- | ---------------------------- | ------------------ | --- | --------- | ------- |
| 1982 | Campionatul European în sală | Milano, Italia     | 9   | 400 m     | 54,14   |
| 1982 | Campionatul European         | Atena, Grecia      | 9   | 400 m     | 50,83   |
| 1982 | Campionatul European         | Atena, Grecia      | 3   | 4x400 m   | 3:22,79 |
| 1983 | Universiada                  | Edmonton, Canada   | 3   | 400 m     | 52,07   |
| 1983 | Universiada                  | Edmonton, Canada   | 1   | 4x400 m   | 3:24,97 |
| 1983 | Campionatul Mondial          | Helsinki, Finlanda | 3   | 4x400 m   | 3:21,16 |
| 1985 | Universiada                  | Kobe, Japonia      | 5   | 400 m     | 53,17   |
| 1985 | Universiada                  | Kobe, Japonia      | 1   | 4x400 m   | 3:25,96 |